# Tempo (eksperimentalfilm)
|  | Denne artikel er oprettet af botten Steenthbot ud fra en ekstern database. Den kan derfor have sproglige fejl eller mangler. Denne skabelon kan fjernes efter kontrol af indholdet. |

Tempo er en dansk eksperimentalfilm fra 1998 instrueret af Laurits Munch-Petersen.

## Handling
"Tempo" er en film om lyd og musik. Eneste dialog i filmen er ordet 'stop'. Timing er alt, siger de.

## Medvirkende
- Ulrich Thomsen, Dirigenten
- Rasmus Iversen, Bilist og trompetist
- Katrine Gislinge, Kvinde i taxi og pianist
- Karin Rørbech, Lærerinde og violinist
- Anja Steensig, Gravid kvinde og violinist
- Kasper Gaardsøe, Cykeltyv og violinist
- Mehmet Celik, Taxichauffør og oboist
- Kerstin Thiele, Vejarbejder og fløjtespiller
- Jan Melchior, Hotelpiccolo